# Kostel svaté Anny (Pořejov)

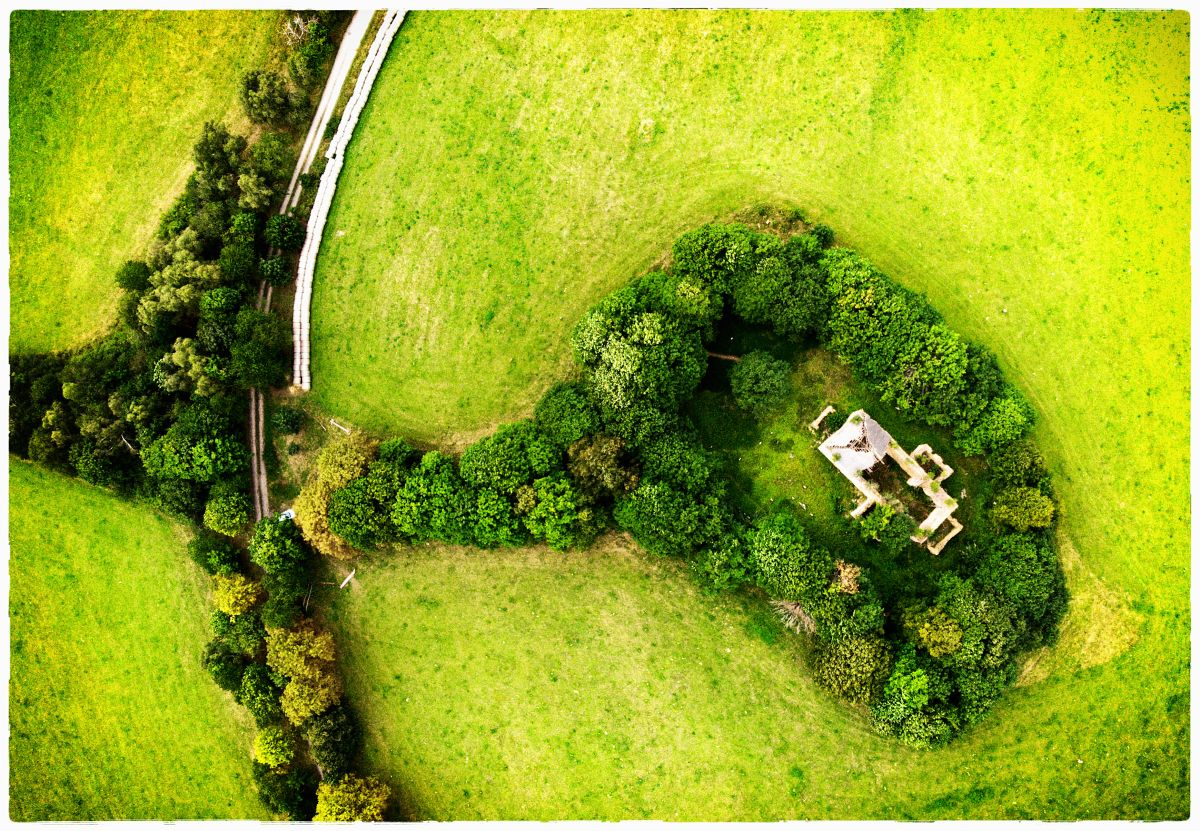
Poutní kostel svaté Anny

Poutní kostel svaté Anny v zaniklé obci Pořejov na Tachovsku pochází z 60. let 17. století. Kostel je v havarijním stavu, nicméně od roku 1993 je chráněn jako kulturní památka České republiky. Zároveň je veden v seznamu ohrožených kulturních památek.

## Historie
Na místě dnešního kostela původně stávala dřevěná kaple, první písemná zmínka o ní pochází z roku 1658. Kostel je raně barokní, v letech 1660–1663 jej nechala vystavět majitelka pořejovského statku Veronika Kateřina Alsterlová z Astfeldu jako poděkování za své uzdravení. 
V letech 1719–1728 nechal majitel pořejovského statku hrabě František Ignác von Wunschwitz k severní i jižní straně presbytáře  přistavět kaple. Josef II. však kostel v roce 1786 zrušil. Stavba začala chátrat, ale v roce 1808 byl kostel spojeným úsilím obcí Pořejov, Bažantov a Žebráky obnoven. Následujícího roku ho však poškodil blesk. Byl opraven, v roce 1883 však vyhořel. 
Do zdi někdejšího hřbitova obklopujícího kostel bylo v roce 1933 zasazeno 14 bronzových plastik křížové cesty, jejichž autorem byl tachovský sochař Josef Dobner. Za jejich umělecké ztvárnění získal uznání na výstavě ve Vídni.
Po roce 1948 kostel chátral, byl vykraden dosídlenci. Vnitřní vybavení bylo většinou zničeno a rozkradeno. Nejcennější sousoší Poslední večeře Páně se podařilo přenést do Muzea Českého lesa v Tachově. Sanktusník kostela využívala až do 80. let 20. století Pohraniční stráž jako pozorovatelnu. 
Kostel je majetkem firmy Purwos ze Žebráků.